# Bill Shorten
William Richard "Bill" Shorten (Melbourne, 12 de maio de 1967) é um político australiano que foi, por seis anos, de 2013 a 2019, o Líder da Oposição no Parlamento da Austrália, na sua capacidade de chefe do Partido Trabalhista. Ele também atuou como ministro do gabinete nos governos Gillard (2011–2013), Rudd (2013) e Albanese (2022–2025).
Shorten foi eleito para representar o distrito de Maribyrnong, no estado de Vitória, na derrota do Governo Liberal nas eleições federais de 2007. Após as eleições de 2010, ele foi apontado como Assistente do Tesouro e Ministro das Fianças no gabinete de governo de Julia Gillard. Bill também serviu como Ministro da Educação e depois das Relações de Trabalho até o fim da administração de Kevin Rudd. Graduado em administração de negócios, antes de se tornar membro do Parlamento, ele foi também secretário nacional do sindicato dos trabalhadores australianos, de 2001 a 2007. Shorten liderou seu partido nas eleições federais de 2016 mas acabaram perdendo, embora por uma pequena margem.
Em 18 de maio 2019, ocorreu novas eleições federais. O Partido Trabalhista perdeu três assentos e Shorten anunciou que renunciaria como líder após a derrota. Ele ficaria no cargo até novas eleições para a liderança dos Trabalhistas e manteria-se como parlamentar por Maribyrnong (em Victoria). Foi sucedido na liderança dos Trabalhistas por Anthony Albanese, que viria a vencer a eleição seguinte.